# Stockholmsgatorna (södra)
Stockholmsgatorna (södra) este o arie protejată (arie specială de conservare — SAC, sit de importanță comunitară — SCI) din Suedia întinsă pe o suprafață de 29,5 ha, integral pe uscat.

## Localizare
Centrul sitului Stockholmsgatorna (södra) este situat la coordonatele 63°53′46″N 17°50′24″E / 63.896°N 17.84°E.

## Înființare
Situl Stockholmsgatorna (södra) a fost declarat sit de importanță comunitară în decembrie 1995 pentru a proteja 1 specie de plante. Situl a fost protejat și ca arie specială de conservare în martie 2011.

## Biodiversitate
Situată în ecoregiunea boreală, aria protejată conține 4 habitate naturale: Taiga vestică, Mlaștini turboase de tranziție și turbării mișcătoare, Lacuri și iazuri distrofice naturale, Mlaștini împădurite.
La baza desemnării sitului se află o specie protejată de  plante: Ranunculus lapponicus.